# Gasilska enota Nova Gorica
Gasilska enota Nova Gorica je bila ustanovljena leta 1991.
Trenutni poveljnik je Simon Vendramin.

## Vozila
- Isuzu 3.0 TDI 2008 - Hitro tehnično vozilo
- Mercedes-Benz Atego 2001 - Kombinirano napadalno vozilo
- Mercedes-Benz Atego 2015 - Kombinirano napadalno vozilo
- Mercedes-Benz Atego 1929 AF, Euro 5 2012 - Vozilo za nevarne snovi
- Volkswagen Tiguan 2018 - Poveljniško vozilo
- Mercedes-Benz Actros 1998 - Avtocisterna za prevoz vode
- Mercedes-Benz Atego 2003 - Avtocisterna za prevoz vode
- Marcedes-Benz Atego 2008 - Hitro tehnično vozilo z dvižno roko
- Mercedes-Benz Axor 2005 - Vozilo za reševanje iz višin
- Mercedes-Benz Econic 2021 - Vozilo za reševanje iz višin[2]
- Mercedes-Benz Unimog 1995 - Vozilo za gozdne požare
- Isuzu 3.0 2007 - Vozilo za gozdne požare
- Mercedes-Benz Arox 2020 - Logistično gasilsko vozilo[3]
- Citroen Jumper 3.0 2012 - Tovorno vozilo za servisno dejavnost
- Peugeot Boxer 3.0 HDI 2013 - Vozilo za prevoz moštva
- Peugeot Boxer 3.0 HDI 2015 - Vozilo za štabno vodenje
- Volkswagen Crafter 50 2.0 TDI 2016 - Potapljaško vozilo